# Бој на Суводолу
Бој на Суводолу био је сукоб српских устаника под командом вожда Карађорђа са турском војском сачињеном већинским делом од Арнаута (Албанаца) под командом пећког Нуман-паше Махмудбеговића, 10. јуна 1809. године. Завршен је српском победом.

## Позадина
Године 1809. српски устаници планирали су ослобађање Рашке области, односно Новопазарског санџака, ради спајања Србије са Црном Гором. Карађорђе је лично предводио офанзиву и кренуо је са војском у Новопазарски санџак 27. априла 1809. године из Ужица преко Јавора, крећући се кроз дивљи планински предео испресецан дубоким речним јаругама. Упркос свим тешкоћама, маршруту од 110 км савладао је за седам дана, избивши пред Сјеницу. Осваја сјеничку варош 5. маја, док турски гарнизон оставља под опсадом. Спремао се да нападне Нови Пазар, али на позив Родофиникина отишао је у Београд 11. маја ради договора са њим и Совјетом.
У међувремену, устаници су, како бележи Константин Н. Ненадовић, након петнаестодневне опсаде и погибије 600 Турака, заузели Нову Варош. Спречити утврђивање позиција Срба у Рашкој био је најважнији задатак Турака и Албанаца, јер у случају да устаници с успехом дођу на границу са Црном Гором, Босна и Херцеговина би била одсечена од осталих османских покрајина. Османска војска кретала се са две стране у правцу Сјенице, Нуман-паша долазио је из Пећи, а Сулејман-паша Скопљак из Херцеговине. Сазнавши да Карађорђе није на фронту, један мањи део Скопљакових трупа кренуо је да нападне устанике који су држали сјенички гарнизон под опсадом. Међутим, нису знали да се Карађорђе вратио у Сјеницу претходне ноћи.
Пре почетка борбе, знаменити турски мегданџија Туран-бег позвао је вожда Карађорђа да му изађе на мегдан. Карађорђе прихвата позив, међутим српски команданти су се жустро успротивили и нису ово дозволили бојећи се турске подвале. На мегдан је, претварајући се да је Карађорђе, кренуо млади барјактар Јован Шибалија. Оба борца ће страдати у мегдану. Затим је дошло је до боја на Сјеничком пољу 6. јуна у коме су после жестоке борбе Османлије потучене. Карађорђе о томе извештава Родофиникина:
 Ја сам кренуо из Тополе 18. маја (30. мај по новом календару) и дошао сам у Сјеницу 24. (5. јуна), а ујутру 25. (6. јуна) случи се сила турска и на нас удари, јесмо баталију (битку) имали у пољу и хвала богу наш је мејдан био. Има више од 100 глава турских што смо посекли, а што су они однели и што се ранило то не знамо, а од наших четири момка погинула су и 8 рањено. 
Видевши пораз Скопљаковог појачања на Сјеничком пољу, заповедник турског гарнизона у Сјеници Хаџи Мустај-бег Чавић понудио је предају са својом посадом. Карађорђе је једва дочекао ову понуду, јер се војска Нуман-паше приближавала Сјеници, тако да устаници запоседају гарнизон 9. јуна.

## Бој устаника и Арнаута
Устаници су након запоседања сјеничког гарнизона, одмах усмерили своје кретање према горњем Пештеру, са намером да се састану са црногорском војском. Ноћним форсираним маршем устаници су савладали најмање 35 km. Међутим, Нуман-пашина војска је већ изашла на Суводол. Одмах по пристизању, Арнаути су приступили изради ровова на брду које се данас зове Караџа (добило име по Карађорђу након битке). Са овог брда доминира поглед над целом равницом, која се простире на десетак километара у пречнику. У стратегијском смислу, ови положаји су били врло повољни за Нуман-пашину војску.
Сутрадан, 10. јуна Срби су се утврдили на северозападном делу Суводола. Колико је Карађорђе имао војске под командом у овом боју тешко је рећи. Већина савременика слаже се да је арнаутска војска бројем превазилазила српску, међутим, највероватније је однос снага био подједнак — али су најпосле морали Арнаути јачем јунаштву српском уступити ловорове венце од боја суводолског — пише Лазар Арсенијевић Баталака.
Схватајући да је у бољем положају, Нуман-паши се није журило. Прихватио је савете својих потчињених старешина да у широком луку предузме опкољавање Срба у пољу и потом да сачека да одмакне подне и смири се жега, јер је дан био врло топао. Захваљујући густој боровој шуми којом је тад било прекривено ово поље и јутарњој магли, устаници су се скоро неприметно примакли арнаутским снагама. У првом веома жестоком судару Нуман-пашини војници су остварили одређену предност. Положај који су устаници заузели био је врло незгодан, а уз то су били преморени од боја са Скопљаковом војском, сјеничким гарнизоном и од ноћног марша. Нуман-паша је био свестан тога и хтео је да искористи свежину својих и премореност и непознавање терена српских војника. Зато је предвече 10. јуна свим снагама напао Србе. Устаничка пешадија се морала повући и постројити код топова у тзв. каре — по тадашњој европској тактици пешадије. Тако успева да одоли нападу снажне турске коњице (хатлија) коју је предводио ђаковачки Саид-паша.
Битка је трајала три сата, била је крвава и неизвесна. Карађорђе је подизао морал устаницима изазивајући арнаутске војнике: Јуришајте, јунаци! Зар ћете ту да угасите своју славу! Кад су Нуман-пашини војници већ почели да опкољавају српске положаје, устаницима је у кључном момемту у помоћ прискочио Вуле Илић Коларац са својим коњаницима, до тада притајен у шуми. Устаничка коњица се просто сјурила у бокове арнаутске војске, па је настала права кланица. То је Арнауте поколебало, а кад Вуле Илић истовремено поче викати на турском: Побегоше наши! Побегоше наши! то створи још већу забуну и општи метеж међу Арнаутима који се дадоше у панично бекство. Охрабрени устаници навалише на њих. Поред Илића, у борби се посебно истакао смедеревски буљукбаша Ђорђе Загла. Тешко рањени Нуман-паша бежао је са бојишта све до Пећи. Устаници су наставили гоњење разбијеног непријатеља, али многе је спасила магла и ноћ. Бихорски кнез Јован Сава је са својим Бихорцима, као и један број Васојевића, био присилно мобилисан у Нуман-пашину војску. У току битке, првом приликом прешао је на страну српских устаника и тиме допринео поразу Арнаута. Нуман-паши је изгинуло преко 600 војника, док су устаници изгубили стотинак људи. О моменту који је одлучио битку сведочио је и сам Вуле Илић:
 Усред боја окуражи ме Карађорђе подвикнувши: Којекуде, Вуле, где ти је јунаштво!? Тога дана била је толка магла да се није могло видети ни пет фати пред собом. Ми јуришнусмо вичући: Ма, не дајте, побегоше Турци!  У тој магли, крвавога боја, Турци не видеше куд им је пута па се разбежаше на све стране!  
Карађорђе о победи извештава Родофиникина:
 И по оној баталији (бици) одмах увече јесмо војску спремили и ону ноћ сву ноћ нисмо спавали него смо путовали и ишли смо на пећскога Нуман-пашу, који је био с војском у Суводолу. И ми на 2 сата после подне стигосмо у Суводол. И ту Турци пред нас изиђоше, бисмо се на једном месту 3 сата, али колико је число Турака било незна се потому што их потискосмо и они дадоше плећа бежати те смо их терали до мрака. И ту је многа гибељ од Турака била, која се не може пребројати и паша рањен оде безобзирно, није се могао обрнути до Пећи. 

## Последице битке
Устаничка војска је продрла све до Рождагина до близу Рожаја, који се налазио под управом пећког паше. Према томе устаници су после боја на Суводолу продрли и на територију Пећког пашалука. Према аустријским обавештајним подацима 4000 османских војника је погинуло током боја на Суводолу.